# Aeonium lindleyi

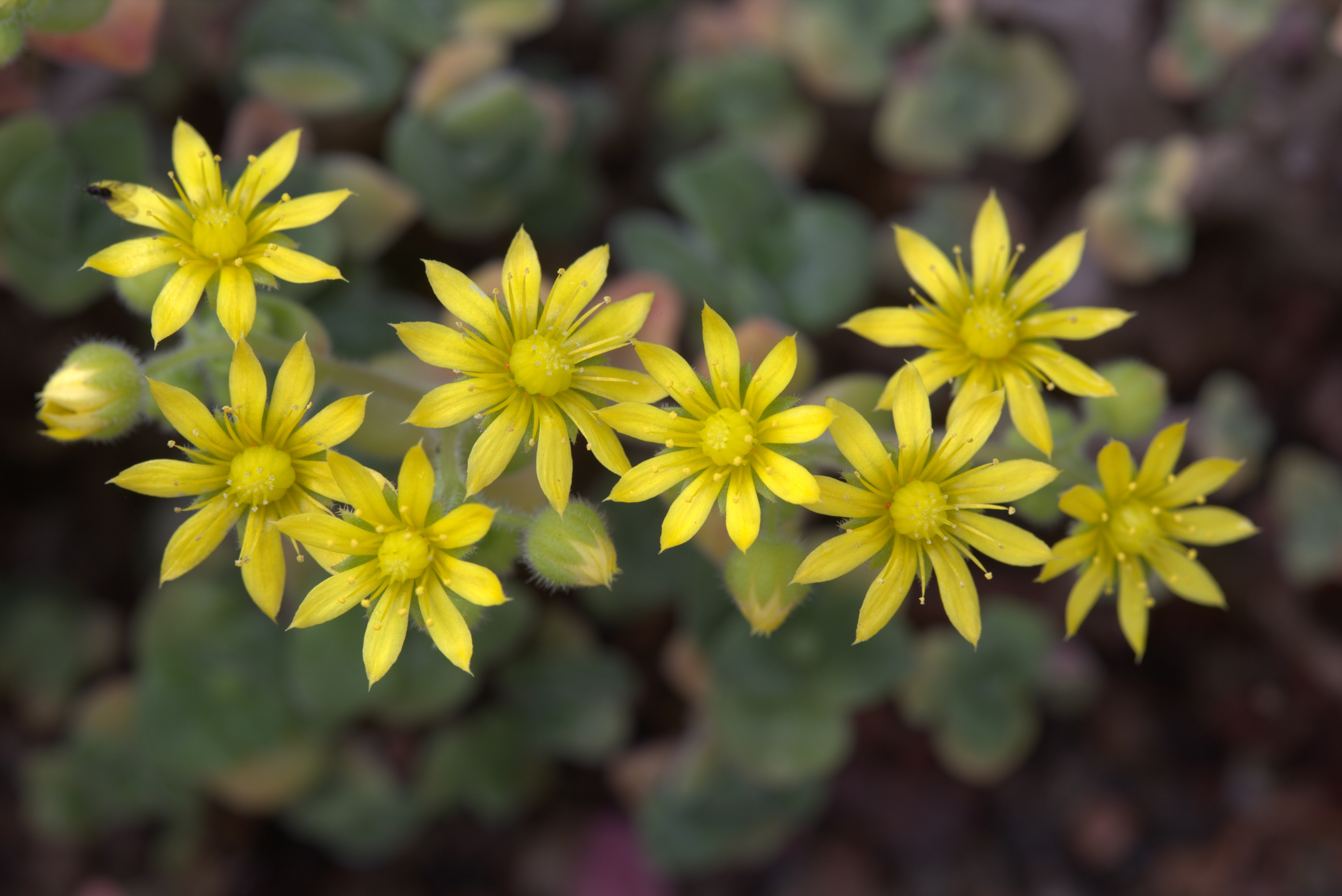
Flors

Aeonium lindleyi és una espècie de planta suculenta del gènere Aeonium, de la família de les Crassulaceae.

## Descripció
És una mata suculenta petita, de fins a uns 50 cm d'alt, port rabassut o escampat, hàbit generalment penjant o semierecte i ramificació tortuosa, amb nombroses tiges retorçades i entrellaçades entre si; les joves puberulentes, viscoses i de color verd clar; després llenyoses o semillenyoses, trencadisses, i recobertes d'una fina escorça lleugerament fisurada de color blanquinós grisenc; sovint amb arrels adventícies.
Les fulles són petites, d'uns 2 a 4 cm de llarg, apareixen disposades en menudes i atapeïdes rosetes terminals d'entre 4 a 9 cm de diàmetre, normalment amb entre 5 a 13 fulles cadascuna. Són gruixudes i molt carnoses, pubescents, enganxoses, de forma entre obovada i oblanceolada, mucronades a l'àpex, de color verd fosc, amb el marge de color vermellós groguenc i recorregut per cilis corbs de color blanc. En situacions molt assolellades, o durant els mesos d'estiu, tota la superfície foliar adquireix tonalitats vermelloses groguenques.
Les flors són estrallades, cridaneres i minúscules, de tot just 1 cm de diàmetre, creixen agrupades en petites inflorescències globoses situades a la fi de les tiges, generalment amb entre 15 a 85 flors cadascuna. Són regulars, partides, cadascuna amb 8 a 9 sèpals acuminats, igual quantitat de pètals de color groc viu, de el·líptics a lanceolats i uns 5 a 7 mm de longitud, i doble quantitat d'estams, amb filaments glabres i anteres grogues. En madurar, produeix nombrosíssimes i diminutes llavors. La seva abundant i vistosa floració es produeix entre els mesos d'abril i juny, encara que poden trobar exemplars en flor fins ben entrat l'estiu.
Tota la planta produeix una lleugera olor a bàlsam, tant més intensa com més exposada estigui a situacions molt assolellades o en els períodes més secs.

## Distribució
És una planta endèmica del nord-est de l'illa de Tenerife, a les Canàries. El seu hàbitat es circumscriu a l'àrea costanera, seca i assolellada. Freqüent en cingles costaners de Taganana, Bajamar, Punta Hidalgo, Tacoronte, Santa Úrsula, La Orotava, Puerto de la Cruz, etc. Relativament abundant en els vessants dels barrancs que conflueixen al barri de San Andrés, així com en els cingles i murs propers al caserío de Los Batanes. Es troba entre 10 i 600 m d'altitud.
Normalment creix formant grups de diversos exemplars.

## Taxonomia
A. lindleyi Webb & Berthel.va ser descrita per Philip Barker Webb i Sabin Berthelot i publicada a Histoire Naturelle des Îles Canaries. Paris. 3(2:1): 189.1840.
El nom genèric aeonium prové del llatí, aplicat a una planta crassa, probablement derivat del grec aionion, que significa "sempre viva". L'epítet específic lindleyi, és atorgat en honor del botànic britànic John Lindley.
Se'n reconeixen dues subespècies:
- A. lindleyi ssp. lindleyi Webb & Berthel. (exclusiva de l'illa de Tenerife).
- A. lindley ssp. viscatum M.Y. Liu (exclusiva de l'illa de La Gomera).

La classificació de la International Crassulaceae Network rebaixa la diferenciació entre ambdues a la categoria de simple varietat, quedant establerta l'espècie Aeonium lindleyi amb dues varietats: var. lindleyi i var. viscatum.
En algunes ocasions s'han trobat híbrids produïts per l'encreuament entre Aeonium lindleyi i Aeonium tabulaeforme denominat Aeonium x anagensis.
Producte d'experiments en viver s'ha obtingut un cultivar de Aeonium lindleyi anomenat 'Variegata', on el verd típic de l'espècie s'alterna amb tonalitats groc cremoses, formant bells dibuixos de coloració molt atractiva.

## Usos
El seu ús ornamental és cada vegada més freqüent. El seu cultiu és molt fàcil i requereix poques cures, cal moderar el seu reg i abonament, perquè en cas contrari els exemplars adquireixen dimensions desproporcionades que redueixen el seu bell port original. Però aquesta pràctica no hauria establir-se fora de les seves àrees de distribució natural, per evitar indesitjables efectes d'hibridació amb altres espècies del seu ampli i diversificat gènere, a més de fer-ho tenint un rigorós respecte a les seves poblacions naturals.
El suc de les seves fulles serveix d'antídot contra la càustica llet del cardón (Euphorbia canariensis) i les tabaibas (Euphorbia spp.). Cataplasmes de les seves fulles picades poden emprar-se per rebaixar la inflamació produïda per contusions externes.
Estudis realitzats pel professor Antonio González, un dels científics més importants de Canàries al segle xx, van descobrir la presència en aquesta planta de principis actius com el diterpè labdani8a o la lindleyina, amb efectes antiinflamatoris, vulneraris, oftàlmics i pulmonars.